# Germain Nouveau

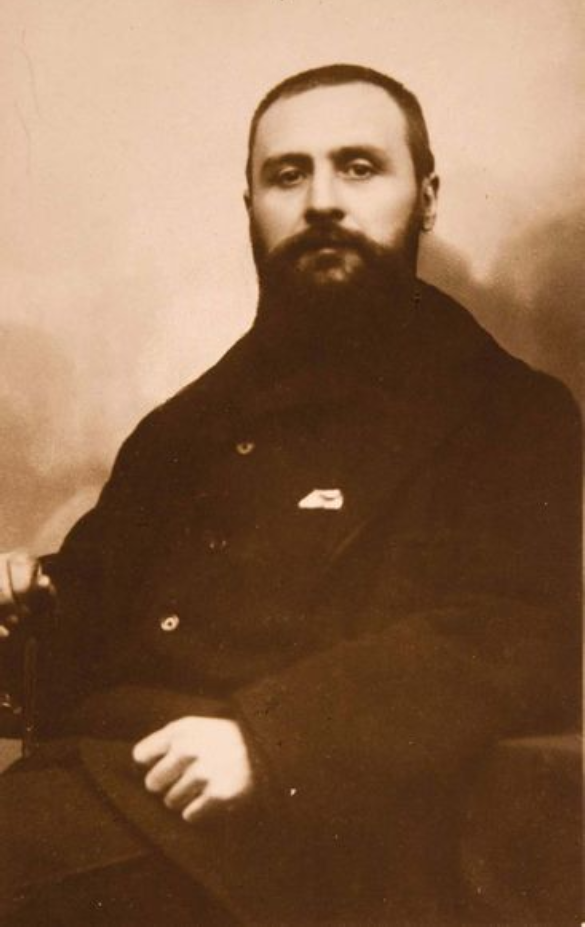
Germain Nouveau

Germain Nouveau (* 31. Juli 1851 in Pourrières; † 4. April 1920 ebenda) war ein französischer Dichter.

## Leben und Werk
Germain Nouveau wuchs in der Provence und in Paris auf. Er studierte Philologie in Aix-en-Provence, schloss Freundschaft mit Jean Richepin, begleitete 1874 Rimbaud nach London und lernte dort 1875 Verlaine kennen. Er war eine unstete Natur, schloss sich vorübergehend Charles Cros an, war von 1878 bis 1883 im Unterrichtsministerium, dann bis 1885 als Lehrer in Beirut, hielt sich wieder in der Bohème von Paris auf, wo er mit Verlaine verkehrte, besetzte mehrere Stellen als Zeichenlehrer in der Provinz und Paris, bevor er 1891 wegen geistiger Umnachtung vorübergehend interniert wurde. Er ging wieder auf Reisen (Belgien, London, Rom, Algier). Von 1911 bis zu seinem Tod 1920 lebte er ärmlich in Pourrières, denn seitdem Verlaine ihm das Haus des heiligen Tippelbruders Benoît Joseph Labre gezeigt hatte, war ihm dessen Selbstverleugnung zum Vorbild geworden.
Von Germain Nouveaus Dichtung erschien zu Lebzeiten nur wenig. Seit 1980 ist sie Teil der renommierten Bibliothèque de la Pléiade.

## Werke (Auswahl)

### Zu Lebzeiten erschienen
- Savoir aimer. Les amis de l'auteur, Paris 1904, 1910. (unter dem Pseudonym G. N. Humilis)

### Postum erschienen
- Valentines et autres vers. A. Messein, Paris 1921. (Vorwort von Ernest Delahaye, 1853–1930)
- Poésies d'Humilis et vers inédits. A. Messein, Paris 1924. (Vorwort von Ernest Delahaye)
- Le Calepin du mendiant, précédé d'autres poèmes (vers inédits). Hrsg. Jules Mouquet. P. Cailler, Genf 1949.
- Œuvres poétiques. Hrsg. Jules Mouquet und Jacques Brenner. 2 Bde. Gallimard, Paris 1953–1955.
  - I. Premiers vers. Dixains réalistes. Notes parisiennes. La Doctrine de l'amour.
  - II. Sonnets du Liban. Valentines. Ave maris stella. Derniers vers.
- (mit Lautréamont) Œuvres complètes. Hrsg. Pierre-Olivier Walzer. Gallimard, Paris 1980, 1988, 1993. (Bibliothèque de la Pléiade 218)
- La Doctrine de l'Amour. Valentines. Dixains réalistes. Sonnets du Liban. Hrsg. Louis Forestier. Gallimard, Paris 1981, 2018.
- Pages complémentaires. Hrsg. Michael Pakenham. University of Exeter, Exeter 1983.
- L'amour de l'amour. Hrsg. Jacques Brenner. La Différence, Paris 1992.
- Tout fait l'amour. Choix de poèmes. Peigneurs de comètes, Anglet 2015. (Vorwort von Jacques Lovichi)
- Proses et vers. Éditions Marguerite Waknine, Angoulême 2017.